# اعتلال المعدة التالي لارتفاع توتر وريد الباب
اعتلال المعدة التالي لارتفاع توتر وريد الباب (بالإنجليزية: Portal hypertensive gastropathy)‏ يشير إلى التغيرات في الغشاء المخاطي للمعدة عند المرضى الذين يعانون من ارتفاع توتر وريد الباب. هذه التغييرات في الغشاء المخاطي تشمل هشاشة الغشاء المخاطي ووجود أوعية دموية متوسعة على سطحه.

قد يعاني المرضى المصابين باعتلال المعدة التالي لارتفاع توتر وريد الباب من نزف معدي، كذلك قد يسبب ارتفاع توتر وريد الباب عدة أفات نازفة أخرى أكثر شيوعاً، مثل دوالي المريء ودوالي المعدة. أثناء تقييم المعدة بالتنظير الهضمي، يظهر الغشاء المخاطي للمعدة شبيه بالفسيفساء أو كـ «جلد الثعبان».

## الأسباب
ارتفاع توتر وريد الباب، حيث يمثل تشمع الكبد السبب الأكثر شيوعاً له.

## الأعراض والعلامات
معظم المرضى الذين يعانون من اعتلال المعدة التالي لارتفاع توتر وريد الباب لديهم إما مظهر مستقر أو متطور تنظيرياً. ومع ذلك، وفقاً لبيانات استعادية، تقريباً واحد من كل سبعة مرضى يعانون من اعتلال المعدة التالي لارتفاع توتر وريد الباب سيصاب بنزف (إما حاد أو مزمن) يعزى إلى اعتلال المعدة. حيث يتظاهر النزف كتقيؤ دموي أو تغوط أسود. إن المرضى الذين يعانون من نزف مزمن عادة ما يراجعون الطبيب بفقر الدم.

عادة ما يتم تشخيص اعتلال المعدة التالي لارتفاع توتر وريد الباب عبر التنظير الهضمي العلوي. المظهر المعتاد لاعتلال المعدة التالي لارتفاع توتر وريد الباب في التنظير هو نمط شبيه بالفسيفساء أو مظهر شبكي للغشاء المخاطي، وقد نجد/أو لا نجد بقع حمراء. عادة ما يُرى هذا النمط في جميع أنحاء المعدة.

## التشخيص التفريقي
ويمكن رؤية نمط مماثل تنظيرياً لاعتلال المعدة التالي لارتفاع توتر وريد الباب في حالة ذات صلة تسمى توسع أوعية غار المعدة (GAVE)، أو المعدة البطيخية.
ومع ذلك، في توسع أوعية غار المعدة، تتوضع الأوعية الدموية المتوسعة بشكل أكثر شيوعاً في الغار أو الجزء السفلي من المعدة.

## الآلية الإمراضية
توصلت العديد من الدراسات إلى أن المرضى الذين يعانون من ارتفاع توتر وريد الباب يطورون جريان دم متزايد إلى المعدة.

تتضمن النتائج الفيزيولوجية التي تربط الاعتلال المعدي التالي لارتفاع توتر وريد الباب بزيادة توتر وريد الباب وانخفاض جريان الدم الكبدي.

تظهر خزعات المعدة في المرضى الذين يعانون من اعتلال المعدة التالي لارتفاع توتر وريد الباب توسع الأوعية الدموية، وجود كريات الدم الحمراء في الصفيحة المخصوصة مما يدل على النزف، ووذمة في جدار المعدة.

## العلاج

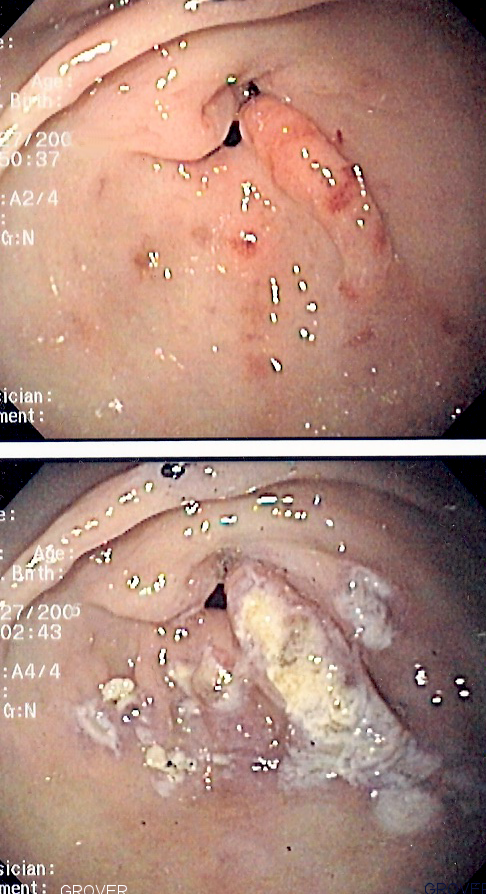
صورة تنظيرية لتوسع أوعية غار المعدة، يظهر التوسع بمنظر شعاعي حول البواب.
قبل العلاج (الصورة في الأعلى) وبعد العلاج بواسطة تخثير البلازما بالأرغون (الصورة في الأسفل).
ويستخدم كذلك لعلاج النزف بسبب اعتلال المعدة التالي لارتفاع توتر وريد الباب.

يتم العلاج إما دوائياً أو عبر التداخلات الطبية.

### دوائياً
تم تطوير العديد من الخيارات العلاجية لاعتلال المعدة التالي لارتفاع توتر وريد الباب.
يتم استخدام حاصرات بيتا اللانتقائية (مثل بروبرانولول ونادولول) لتقليل توتر وريد الباب في المرضى الذين يعانون من دوالي المريء، وقد ثبت أنها تؤدي إلى نكس اعتلال المعدة التالي لارتفاع توتر وريد الباب الذي ازداد سوءاً بسبب العلاج الدوائي للدوالي. كما تم تقييم بروبرانولول في المرضى الذين يعانون من تشمع كبد مزمن واعتلال المعدة التالي لارتفاع توتر وريد الباب.

كذلك تم دراسة الأدوية الأخرى التي تعالج النزف في المقام الأول، بما في ذلك الأدوية المضادة للفبرين مثل حمض الترانيكساميك حيث تم استخدامها عند المرضى الذين يعانون من اعتلال المعدة التالي لارتفاع توتر وريد الباب. هذه الأدوية تعمل عن طريق تثبيت رواسب الفيبرين في المواقع التي تنزف عادة.

كذلك يمكن استخدام الأوكتريوتيد (مضاهئ للسوماتوستاتين يؤدي إلى تضيق أوعية الدوران البابي) للنزف الفعال الناجم عن اعتلال المعدة التالي لارتفاع توتر وريد الباب.

تم استخدام السوكرالفات أيضاً، وهو دواء يغطي الغشاء المخاطي ويحميه من حموضة المعدة، ولكن الأدلة من دراسات على الحيوانات.

### التداخلات الطبية
يمكن أيضاً معالجة اعتلال المعدة التالي لارتفاع توتر وريد الباب تنظيرياً. تم استخدام كل من تخثير البلازما بالأرغون والكاوي الكهربائي لوقف النزف من الأوعية الدموية المتوسعة، ومحاولة سد الأوعية، ولكن لها فائدة محدودة إذا كان المرض منتشراً.

تستعمل التحويلة البابية الجهازية داخل الكبد عبر الوداجي (TIPS) لإزالة ضغط وريد الباب عن طريق تحويل وريد الباب إلى وريد جهازي ذي ضغط منخفض، بتوجيه التنظير التألقي. بما أنه يعالج السبب الأساسي للاعتلال المعدي التالي لارتفاع توتر وريد الباب، فقد تم استخدامه بشكل مفترض للحالة. تقترح التقارير حدوث تراجع لاعتلال المعدة وتحسن النزف بعد إجراء التحويلة البابية الجهازية داخل الكبد عبر الوداجي.

أخيراً، يشتمل العلاج بالتبريد على استخدام ثنائي أكسيد الكربون المضغوط عبر المنظار الداخلي لتجميد وتدمير الأنسجة في المنطقة المصابة. ويجري دراسته لعلاج اعتلال المعدة التالي لارتفاع توتر وريد الباب.

## حالات مشابهة
يمكن أيضاً أن يوجد احتقان الغشاء المخاطي في أجزاء أخرى من الجهاز الهضمي عند الإصابة بارتفاع توتر وريد الباب. عندما تشمل الحالة القولون، يطلق عليه مصطلح اعتلال الكولون التالي لارتفاع توتر وريد الباب.